# پیریک راکوتوهاریسوآ
پیریک راکوتوهاریسوآ (انگلیسی: Pierrick Rakotoharisoa؛ زادهٔ ۴ ژوئن ۱۹۹۱) بازیکن فوتبال اهل فرانسه است.
از باشگاه‌هایی که در آن بازی کرده‌است می‌توان به باشگاه فوتبال لو آور اشاره کرد.
وی همچنین در تیم‌های ملی فوتبال زیر ۱۸ سال فرانسه، زیر ۱۹ سال فرانسه، و زیر ۲۰ سال فرانسه بازی کرده‌است.